# École nationale supérieure des mines d’Alès
Die École nationale supérieure des mines d'Alès (IMT Mines Alès) ist eine französische Ingenieurhochschule, die 1843 gegründet wurde.
Die Hochschule bildet Ingenieure mit einem multidisziplinären Profil aus, die in allen Bereichen der Industrie und des Dienstleistungssektors arbeiten.
Die IMT Mines Alès ist in Alès. Die Schule ist Mitglied der Conférence des grandes écoles (CGE).